# Merih Demiral
Merih Demiral, född 5 mars 1998 i Karamürsel, är en turkisk fotbollsspelare som spelar för saudiska Al-Ahli. Han representerar även det turkiska landslaget.

## Karriär
Den 6 augusti 2021 lånades Demiral ut av Juventus till Atalanta på ett säsongslån med option för köp. Den 17 juni 2022 köpte Atalanta loss Demiral.
Den 19 augusti 2023 värvades Demiral av saudiska Al-Ahli, där han skrev på ett treårskontrakt.